# Phan Văn Đông
Phan Văn Đông là Thiếu tướng Công an nhân dân Việt Nam. Ông từng giữ chức vụ Phó Chánh Thanh tra Bộ Công an Việt Nam. Ông mất ngày 6 tháng 1 năm 2012 cùng với Thượng tá Lê Văn Thắng, Phó Chánh Thanh tra Công an tỉnh An Giang vì bị chết đuối ở biển Long Sơn, Mũi Né, Phan Thiết, tỉnh Bình Thuận cạnh nhà nghỉ của Bộ Công an.